# انجیرستان (ایذه)
انجیرستان (ایذه)، روستایی از توابع بخش مرکزی شهرستان ایذه در استان خوزستان ایران است.

## جمعیت
این روستا در دهستان سوسن غربی قرار دارد و براساس سرشماری مرکز آمار ایران در سال ۱۳۸۵، جمعیت آن ۱۴۰ نفر (۲۷خانوار) بوده‌است.